# میخائیلوف، اوبلاست ریازان
شهر میخائیلوف، اوبلاست ریازان (به روسی: Михайлов) در کشور روسیه و در اوبلاست ریازان واقع شده‌است.